# 柏嘉禮
柏嘉禮（1957年4月19日—），英国籍香港公務員，曾擔任香港駐紐約經濟貿易辦事處處長、香港駐悉尼經濟貿易辦事處處長及東區政務專員，官至首長級乙級政務官。柏在伯明翰大学畢業後於1979年在港英政府投考皇家香港警務處的警務督察獲錄取，及後於1982年轉任為政務主任。他及後曾任職於多個決策科局及部門，曾長期任職於民政總署、布政司署經濟科及規劃地政局等。他除了在1989年至1993年出任東區政務專員外，亦幾乎在整個2000年代擔任效率促進組助理專員。另外，他亦曾三次獲外派至駐海外香港經濟貿易辦事處，包括布魯塞爾、悉尼及紐約，而在悉尼及紐約均出任處長職務。他在2017年7月從公務員系統退休，使蘇啟龍成為港府最後一名外籍政務官。

## 早年生活
柏嘉禮於1957年4月19日生於英国英格兰諾森伯蘭郡泰恩河畔纽卡斯尔，及後被送至林肯郡格兰瑟姆入讀国王学校。他在1975年入讀伯明翰大学，主修地理学及体育教育，並在1978年取得文学学士學位。儘管他自小渴望成為体育老師，但在大學學習期間放棄了成為老師的目標。在畢業時，柏考慮到在大學時期的女朋友為港英政府外籍公務員的女兒，因此決定投考港府的職位。

## 公務員生涯

### 早年工作
柏嘉禮在1979年1月加入港英政府，於皇家香港警務處任職警務督察。柏在3年後曾考慮在完成服務合約時返回英國就業，但最終決定投考公務員職位，並在1982年8月成功獲錄取並轉職至政務主任職系。他隨後獲派至布政司署經濟科出任助理經濟司，但在同年12月就獲調任至政務總署，並被派遣往北區政務處任職，負責粉嶺／上水新市鎮的地區發展工作。在港工作多年的他雖然已略懂廣東話，但因中英邊界問題與深圳市官員交流時，仍因兩地用詞不同而有語言隔閡。他在1984年9月被調回布政司署，於財政科出任助理庫務司。在1986年1月，他重返經濟科出任助理經濟司，歷任多個不同分科，負責消费者保护、海关政策、工业事務等不同範疇。在任內，他曾負責知识产权範疇，包括在1988年為保護集成电路设计的版權而作公眾諮詢，以及促成知識產權署在1990年成立。及後，他在1989年4月晉升為高級政務主任，亦在1990年4月轉至房屋署任職，負責房屋政策。

### 東區政務專員
柏嘉禮在1990年4月23日接替楊耀聲出任東區政務專員，而柏亦在同日獲港府奉為官守太平紳士。柏在社會賢達舉行的交接宴會上表明妥善安排香港在1991年首次立法局直選是他的首要任務；儘管港島東選區選情激烈，柏仍親身到街頭派發傳單向選民宣傳投票日。他在上任後針對建築日漸老化的東區，鼓勵居民促進住宅大廈管理，加強保養及維修工作，並要求相關部門加快清拆僭建物。另外，針對街道、巷里及斜坡等公共空間則在他統籌下由港府斥資整理，以改善東區市容。隨後，他更主辦大厦管理訓練課程，增進區內居民的大厦管理知識。1991年香港區議會選舉後，深得地區領袖尊重的柏更獲東區區議會於首次召開會議時以大型蛋糕慶祝其生日。
表現良好的柏在1993年4月升任首長級丙級政務官，而早已調離布政司署工商科的他仍因豐富版權管制經驗而以專員身份繼續參與香港法律改革委員會的版權法律改革小組委員會至1993年。然而，鰂魚涌一台位於工地的升降機在1993年6月2日因超載而墜下以致12人死亡，柏亦為此作災難應急安排。最後，他在1993年7月13日卸任。

### 首長級丙級政務官
柏嘉禮在離任專員後，於1993年8月被港府派至香港駐布魯塞爾經濟貿易辦事處出任副代表，負責香港與欧洲共同体及其成員國的雙邊及多邊關係。返港後，他於1996年7月底在布政司署規劃地政科履任首席助理規劃地政司，負責廢物和能源政策，以及監督環境保護署的運作和局方的國際關係事務，而他的職稱亦在中國於1997年7月1日恢復在香港行使主權後改為規劃地政局首席助理局長。他在任內曾與機電工程署推動包括建築整合太陽能等的綠色建築和堅持執行生物医疗废物徵費，以及與副局長蘇啟龍在眾多反對聲音下展開家居廢物徵費的政策制定程序。
然而，柏在1997年12月時曾被批評沒有代表港府前往日本京都參與联合国气候变化框架公约，但他就以香港不是公約締約方作回應。另外，他在1998年12月時表明拒絕向回收商提供補貼和在2000年6月指六年間創造的回收業職位僅約一千個，惹來建制派及泛民主派的議員一同抨擊港府對發展回收業的支持不足。他在1999年11月獲政務司司長陳方安生頒長期優良服務獎狀，而環境食物局在2000年1月1日成立時，他的崗位在重新調配後為環境食物局首席助理局長。不過，他在半年後就於同年7月獲調派至中央政策組任職統籌主任，負責負責統籌《2000年度香港行政長官施政報告》的演詞撰寫及編輯工作。

#### 效率促進組助理專員

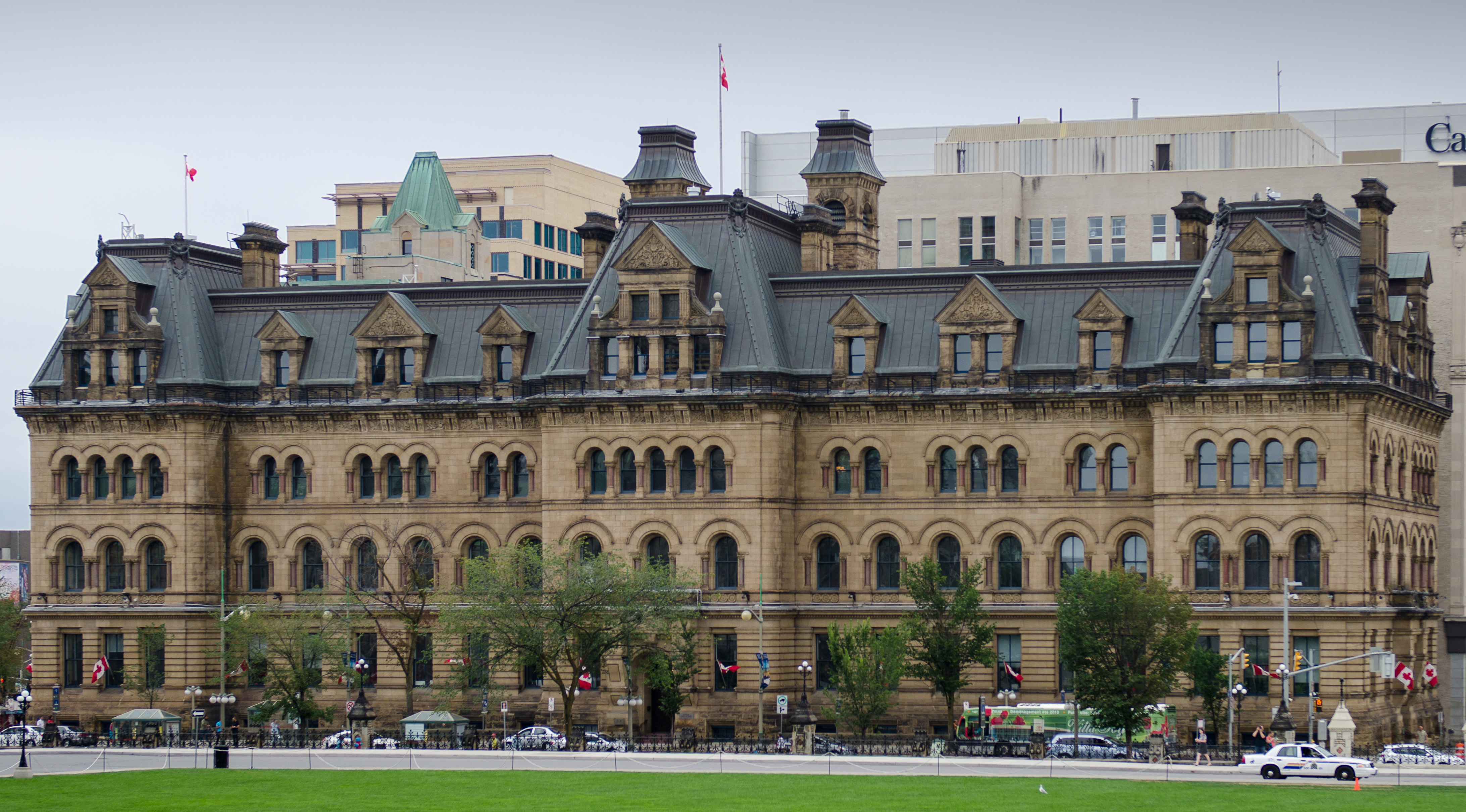
柏嘉禮曾帶領考察團到加拿大參考當地各級政府在政府和社会资本合作的經驗

柏嘉禮在2000年12月初調離中央政策組，後於在休假後在年底加入同屬政務司司長辦公室的效率促進組，出任助理專員。他任內主管檢討政府服務及提供顧問服務的分組。在2004年5月，他曾支援環境運輸及工務局局長廖秀冬，審視香港地鐵提交的西港島綫及南港島綫東段建議，質疑要求港府注資欠成本效益，並反建議政府和社会资本合作模式。及後，他極力提倡以政府和社会资本合作模式興建基建及政府設施，包括以工程連服務合約批出喜靈洲超級監獄和淨化海港計劃設施，以及與路政署署長麥齊光倡議公私合營港珠澳大橋等。
另外，因港府在2000年代受財政赤字困擾，柏因而主張外判更多政府服務以縮減開支，並研究減省投標程序等。他更為此舉辦研討會召集各部門主管分享由服務供應者轉為合約監管人的經驗。及後，他更將主題擴展至政府和社会资本合作，甚至出訪加拿大向聯邦政府及地方政府參考當地經驗。在2006年時，港府就外判公共服務發表調查報告，柏滿意按年節省18億港元的成果。
然而，柏鼓勵擴展外判服務的方針影響港府職員的編制及晉升機會，因此在港府內引來不受歡迎的聲音，一些公會甚至發信香港立法會質詢效率促進組，而部分外判服務的質素亦受公眾質疑。柏在立法會上極力反駁不滿聲音，強調外判服務的效益及監管機制有效。不過，在2009年至2010年時身兼香港海外公務員協會主席的他則曾於立法會和高級公務員評議會上為同僚爭取權益。最終，柏在2010年中結束長達十年的效率促進組助理專員任期，再次展開駐外生涯。

### 經貿辦處長

#### 駐悉尼辦

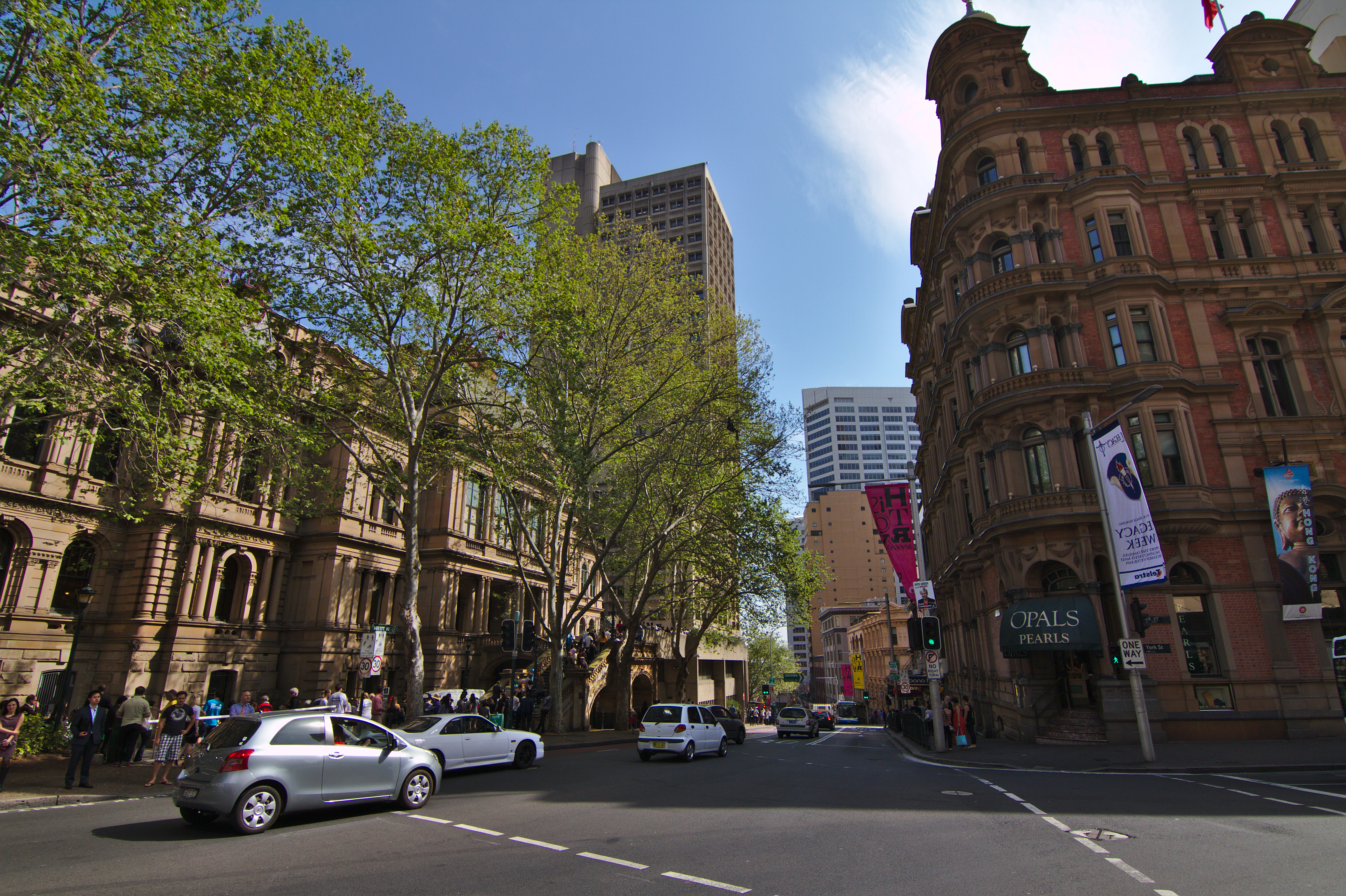
柏嘉禮曾任職香港駐悉尼經濟貿易辦事處處長

在黃浪詩於2010年7月11日卸任香港駐悉尼經濟貿易辦事處處長後，柏嘉禮隨即接任，掌管香港與澳洲關係，亦兼管有關新西兰的事務。他在上任後隨即出席新西兰的電影節以宣傳香港電影及電視，並主張《內地與香港關於建立更緊密經貿關係的安排》可為電影市場帶來合拍片等機遇。香港和新西兰繼在他上任前數個月簽署自由貿易協定後，在他上任後兩地亦於年底再簽署避免雙重課稅協定。為加強兩地關係，他曾出訪皇后镇、达尼丁、奥塔哥大学等地，與當地商會、酒商及學者等會面，宣傳與香港的合作空間。他強調香港並非「另一個中國城市」，亦向當地民眾指出香港與新西兰共同使用英语為官方语言、适用普通法系和尊重司法獨立。
雖然柏為英籍人士，但他積極在澳紐各地舉辦春節酒會等傳統華人活動，鞏固港人群體和宣傳投資香港。駐悉尼辦總部香港樓在2010年慶祝15週年，並在他任內完成改建供當地港人、華商及僑社等借用。他在派駐悉尼期間以編外職位形式得到晉升機會，在2011年11月2日晉升為首長級乙級政務官。及後，他亦負責在大洋洲內於2012年的香港特別行政區成立十五周年紀念活動，包括在澳紐等地安排文藝節目及掛上大型燈飾等。另外，柏在任內亦積極鼓勵澳洲學生來港留學，而香港在2014年更成為澳大利亚政府資助學生留學的新科倫坡計劃的最受歡迎目的地，柏更為此親自向獲獎學生介紹香港。最後，柏在2014年7月11日任滿四年開始休假，及後在同年8月4日卸任並由區松柏接替。

#### 駐紐約辦
柏嘉禮在2014年7月休假期間前往美国纽约準備上任香港駐紐約經濟貿易辦事處處長，他於同年8月5日接替陳淑華，主管香港與美國東部的聯繫。在履新翌日，他就主持纽约证券交易所開市鐘儀式，作為慶祝駐紐約辦主辦的纽约香港龙舟节的一部分。然而，雨傘革命在2014年9月爆發，柏在紐約接見香港民主運動的支持者，並曾親自接收請願信。柏認為雨傘革命是自六七暴動以來香港最大的政治啟蒙運動，港府既對運動發展估算錯誤，亦不了解青年人的想法。及後，他除了游說留美香港學生回流外，亦會在大學、社區組織及文化活動上以專題演講形式介紹香港歷史及一国两制等概念，以加強外界對香港的信心。

柏嘉禮曾主持多次纽约证券交易所開閉市鐘儀式

柏執掌駐紐約辦時延續推廣香港文化的措施，包括在2014年8月上任首週就為纽约杜莎夫人蜡像馆的李小龙蠟像揭幕和與移动影像博物館舉辦龍剛電影回顧展等。他在2015年亦開展多個港美藝術家交流項目，當中包括與雅礼协会合作邀請香港藝術家到耶鲁大学深造。在2017年香港特別行政區成立二十周年紀念時，他除了再次到纽交所主持閉市鐘儀式和在紐約及芝加哥等地舉辦音樂及影視活動外，亦邀請譚燕玉在紐約時裝週發佈特色時裝，甚至與僑民團體於曼哈頓華埠組織巡遊活動等。然而，柏在上任時希望在每年均探訪他管轄的31個州份至少各一次，但最終只有25個州份達標，未及他本人期許。

#### 退休
作為港府內最後留任的數名外籍政務官之一，在相對較為年輕的麥敬年提早退休後，柏嘉禮和蘇啟龍成為最後兩名外籍政務官。在退休前，柏曾表示不少美國人對特區政府在成立20年後仍有來自英国的政務官感到驚訝，但他相信外籍公務員在未來仍可擔任重要角色，並以在2017年上任的投資推廣署署長傅仲森為例子。柏決定在2017年7月28日後卸任並退休，由朱瑞雯接替，而蘇啟龍則成為港府最後一名外籍政務官。柏在退休後先在紐約乘坐美鐵至洛杉磯遊覽美國，始返回香港生活。

## 個人生活
柏嘉禮與名為為珍（Jan）的女子結婚，兩人育有一子一女，分別名為基隆（Kieron）及卡拉（Kara）。柏喜歡運動，亦熱愛煮食及飲食。他在退休後決定於香港定居，惟在當時才在香港置業。

## 榮譽

### 勳銜
- 官守太平紳士（J.P.）（1989年4月23日－1993年7月13日[11]；2013年8月23日－2017年7月28日[75]）

### 頭銜
- 柏嘉禮，JP（John Stephen Barclay, JP，1989年4月23日－1993年7月13日[11]；2013年8月23日－2017年7月28日[75]）

## 外部連結
- 柏嘉禮的個人官方領英頁面 Archive.today的存檔，存档日期2022-06-17

| 政府职务        | 政府职务                                                 | 政府职务        |
| --------------- | -------------------------------------------------------- | --------------- |
| 前任者： 楊耀聲 | 東區政務專員 1989年4月23日－1993年7月13日                | 繼任者： 呂孝端 |
| 前任者： 黃浪詩 | 香港駐悉尼經濟貿易辦事處處長 2010年7月12日－2014年8月4日 | 繼任者： 區松柏 |
| 前任者： 陳淑華 | 香港駐紐約經濟貿易辦事處處長 2014年8月5日－2017年7月28日 | 繼任者： 朱瑞雯 |